# Karolína Šatalíková
Karolína Šatalíková (* 19. března 1971) je česká florbalová trenérka, bývalá hráčka a kapitánka a trenérka reprezentace. Jako hráčka i trenérka je třináctinásobná mistryně Česka. V letech 2006 až 2013 dovedly jako trenérky s Markétou Šteglovou jejich tým Děkanka/Tigers k osmi titulům v Extralize žen v řadě a devátý přidaly v roce 2017. Ženská reprezentace pod jejich vedením získala na Mistrovství světa 2011 první bronz v historii.

## Klubová kariéra
Jako hráčka Šatalíková působila v nejvyšší soutěži od jejího počátku v Tatranu Střešovice, se kterým získala pět mistrovských titulů v první pěti sezónách. Naposledy pravidelně nastupovala v sezóně 2002/2003. V té době se stala v týmu trenérkou. Vytvořila úspěšnou trenérskou dvojici s Markétou Šteglovou. Tatran společně dovedly k dvěma vicemistrovským titulům v letech 2004 a 2005. Když se oddíl rozhodl soustředit na muže, přešly v roce 2006 s velkou částí ženského týmu pod klub Děkanka Praha. Pod jejich vedením v sezónách 2006/2007 až 2008/2009 získala Děkanka všechny tři ligové i pohárové tituly.
V roce 2009 se s ženským týmem osamostatnily v klubu Tigers Jižní Město (známém podle svého sponzora jako Herbadent). Mezi březnem 2007 a únorem 2010, tedy téměř tři roky, neprohrál jejich tým 77 zápasů v řadě. S Tigers získaly v sezónách 2009/2010 až 2012/2013 další čtyři ligové and pět pohárových titulů, tedy dohromady s Děkankou sedm resp. osm v řadě. Osmý ligový přidaly v sezóně 2016/2017. Jejich tým se tak stal historicky nejúspěšnějším v ženské Extralize. Jsou jedinými trenéry, kteří byli u pěti superfinálových účastí svého týmu. Děkanku a po té Tigers dále dovedly jako druhý český ženský tým k bronzu na turnaji Euro Floorball Cup (předchůdce Poháru mistrů), a to dvakrát, v letech 2008 a 2009. Přičemž u zisku prvního českého bronzu v roce 1999 byly také, jako hráčky Tatranu.
V roce 2020 pro neudržitelnost dalšího samostatného fungování pouze ženského oddílu, přešly s týmem pod Start98 Kunratice. V roce 2022 u týmu skončila.

## Reprezentační kariéra
Šatalíková byla kapitánkou národního týmu na prvním a jediném mistrovství Evropy žen v roce 1995 a na prvních dvou mistrovstvích světa v letech 1997 a 1999.
V sezóně 2002/2003 začala s Markétou Šteglovou tvořit českou ženskou juniorskou reprezentaci. Juniorky vedly na mistrovstvích v letech 2004 a 2006.
V roce 2010 vystřídaly Jaroslava Markse na pozici trenéra ženské seniorské reprezentace. Tu na mistrovství v roce 2011 dovedly k první české ženské bronzové medaili. Tento úspěch ženy dorovnaly až v roce 2023. Na Polish Cupu v roce 2013 a následně ve stejném roce znovu na EFT poprvé v historii porazily Finsko. Na následujícím šampionátu v roce 2013 skončily na čtvrtém místě a poté je u reprezentace nahradil Miroslav Janovský.
Na mistrovství v roce 2017 byly v týmu Michala Jedličky u slovenské reprezentace.
| Umístění         | Soutěž                               | Role                                      |
| ---------------- | ------------------------------------ | ----------------------------------------- |
| 6.               | Mistrovství Evropy žen 1995          |                                           |
| 6.               | Mistrovství světa žen 1997           | kapitánka                                 |
| 5.               | Mistrovství světa žen 1999           | kapitánka                                 |
| 5.               | Mistrovství světa žen do 19 let 2004 | trenérka české reprezentace               |
| 4.               | Mistrovství světa žen do 19 let 2006 | trenérka české reprezentace               |
| Bronzová medaile | Mistrovství světa žen 2011           | trenérka české reprezentace               |
| 4.               | Mistrovství světa žen 2013           | trenérka české reprezentace               |
| 5.               | Mistrovství světa žen 2017           | asistentka trenéra slovenské reprezentace |

## Ocenění
V roce 2022 byla během Superfinále vyhlášena jednou z 12 osobností první dekády Českého florbalu (1992–2000).

## Florbalový funkcionář
Šatalíková byla členkou[kdy?] Výkonného výboru České florbalové unie.